# Suchodolje (Kaliningrad)
Suchodolje (russisch Суходолье, deutsch Klein Nuhr) ist ein Ort in der russischen Oblast Kaliningrad. Er gehört zur kommunalen Selbstverwaltungseinheit Stadtkreis Gwardeisk im Rajon Gwardeisk.

## Geographische Lage
Suchodolje liegt im Südosten des Rajon Gwardeisk am östlichen Ufer der Alle (russisch Lawa), fünf Kilometer südöstlich von Snamensk (Wehlau) an der Regionalstraße 27A-025 (ex R508) in Richtung Ochotnitschje (Klein Ilmsdorf). Innerorts zweigt eine Nebenstraße zur Ortsstelle des untergegangenen Ortes Groß Nuhr (russisch: Sawetnoje) ab.
Das Dorf war vor 1945 Bahnstation an der Bahnstrecke von Wehlau (heute russisch: Snamensk) über Friedland (Ostpreußen) (Prawdinsk) und Bartenstein (heute polnisch: Bartoszyce) nach Heilsberg (Lidzbark Warmiński), die heute nicht mehr in Betrieb ist.

## Geschichte
Das Gründungsjahr von Klein Nuhr ist unbekannt, es ist aber 1501 als deutsches Dorf ausgewiesen. Bereits 1349 überschrieb der Hochmeister Heinrich Dusemer dem neu gegründeten Nonnenkloster im Löbenicht unter anderem auch 100 Hufen in Klein Nuhr. Am 13. Juni 1874 wurde Klein Nuhr Sitz und namensgebender Ort eines neu errichteten Amtsbezirks im Kreis Wehlau.
Im Jahre 1910 waren in Klein Nuhr 627 Einwohner registriert. Ihre Zahl sank bis 1933 auf 546 und betrug 1939 noch 535.
In Kriegsfolge kam Klein Nuhr mit dem nördlichen Ostpreußen 1945 zur Sowjetunion. 1947 erhielt der Ort  die russische Bezeichnung Suchodolje und wurde gleichzeitig dem Dorfsowjet Bolschepoljanski selski Sowet im Rajon Gwardeisk zugeordnet. Der zu Klein Nuhr gehörende Wohnplatz Schön Nuhr einschließlich eines benachbarten zu Bürgersdorf (russisch: Gordoje) gehörenden Wohnplatzes wurde im Jahr 1950 unter der russischen Bezeichnung Beregowoje eigenständig, bald aber an Suchodolje angeschlossen. Seit 1991 wurde Suchodolje von der Siedlung städtischen Typs Snamensk aus verwaltet. Von 2005 bis 2014 gehörte der Ort zur Landgemeinde Snamenskoje selskoje posselenije und seither zum Stadtkreis Gwardeisk.

### Amtsbezirk Klein Nuhr (1874–1945)
Zu dem im Jahre 1874 errichteten Amtsbezirk Klein Nuhr gehörten zwei Landgemeinden (LG) und zwei Gutsbezirke (GB):
| Name             | Russischer Name |
| ---------------- | --------------- |
| Groß Nuhr (LG)   | Sawetnoje       |
| Klein Nuhr (LG)  | Suchodolje      |
| Preußlauken (GB) | Ossipenkowo     |
| Schwebsfelde     |                 |

Aufgrund struktureller Veränderung bildeten am 1. Januar 1845 lediglich noch die beiden Gemeinden Groß und Klein Nuhr den Amtsbezirk Klein Nuhr.

## Rund um den „Silberberg“
Westlich von Klein Nuhr am Ufer der Alle liegt der vor 1945 so genannte „Silberberg“. Hier befand sich ehedem eine der bedeutendsten prußischen Wehranlagen: eine Zungenburg mit großer Vorburg.
In der Region fand man 13 Bronzegefäße aus vorprußischer Zeit, die in die Jüngere Bronzezeit datiert wurden. Es handelte sich um Tüllenbeile mit gewölbtem Kopf. Sie wurden vor 1945 in das Museum in Insterburg (heute russisch: Tschernjachowsk) verbracht.
Beim Silberberg mündete der Nuhrer Mühlengraben in die Alle. Ihn durchfuhren vor Jahren Lastschiffe mit Segeln (so genannte Boydaks/Boydacks), um Holzladungen aus dem Löbenichtschen Hospitalforst über Alle und Pregel bis nach Königsberg (Preußen) zu befördern.
Die Gegend rund um den Silberberg wies erhebliche Lehmvorkommen auf. So hatten sich entlang der Alle auch zahlreiche Ziegeleien angesiedelt, darunter auch eine größere in Klein Nuhr.

## Kirche
Vor 1945 war Klein Nuhr mit seiner fast ausnahmslos evangelischen Bevölkerung in das Kirchspiel der Pfarrkirche St. Jacobi in Wehlau (heute russisch: Snamensk) eingegliedert. Es gehjörte zum Kirchenkreis Wehlau in der Kirchenprovinz Ostpreußen der Kirche der Altpreußischen Union. Heute liegt Suchodolje im Einzugsgebiet der in den 1990er Jahren neu entstandenen evangelisch-lutherischen Gemeinde in Bolschaja Poljana (Paterswalde). Sie ist eine Filialgemeinde der Auferstehungskirche in Kaliningrad (Königsberg) in der Propstei Kaliningrad der Evangelisch-lutherischen Kirche Europäisches Russland.

## Schule
Klein Nuhr war bis 1945 ein Schulort. Im Jahre 1991 befand sich in dem Schulgebäude ein Kolonialwarenladen. Das alte Wirtschaftsgebäude ist ebenfalls erhalten.